# Curite
La curite (simbolo IMA: Cui) è un minerale raro della classe dei minerali degli "ossidi e idrossidi" con la composizione chimica Pb3[(UO2)4|O4|(OH)3]2 • 2(H2O) (più precisamente: Pb3+x[(UO2)4O4+x(OH)3-x]2 • 2(H2O)) e quindi, chimicamente parlando, è un idrossido di piombo-uranile contenente acqua con ioni di ossigeno addizionali.

## Etimologia e storia
La curite è stata scoperta per la prima volta nella miniera di Shinkolobwe nel Katanga (nella Repubblica Democratica del Congo). L'analisi e la prima descrizione furono effettuate nel 1921 da Alfred Schoep (1881-1966), che chiamò il minerale in onore del fisico e premio Nobel Pierre Curie (1859-1906).
Il campione tipo del minerale è conservato nel Museo nazionale di storia naturale di Francia di Parigi con il numero di collezione 121.248 e nel Museo di storia naturale di Londra con il numero di collezione BM 1924.337.
Poiché la curite era conosciuta e riconosciuta come specie minerale a sé stante molto prima della fondazione dell'Associazione Mineralogica Internazionale (IMA), questa è stata adottata dalla sua Commissione per i nuovi minerali, la nomenclatura e la classificazione (CNMNC) e si riferisce alla curite come un cosiddetto minerale "grandfathered" (G).

## Classificazione
Già nell'obsoleta 8ª edizione della sistematica minerale secondo Strunz, la curite apparteneva alla classe degli "Ossidi e Idrossidi" e da lì alla sottoclasse degli "Idrossidi", dove formava il sistema nº IV/F.14 insieme a vandendriesscheite, clarkeite, richetite e uranosphaerite.
Nella Sistematica dei lapis (Lapis-Systematik) di Stefan Weiß, che è stata rivista e aggiornata l'ultima volta nel 2018 e che si basa ancora su questa vecchia forma di classificazione di Strunz per rispetto verso i collezionisti privati e le collezioni istituzionali, al minerale è stato assegnato il sistema e il minerale nº IV/H.07-050. In questa Sistematica ciò corrisponde alla sezione "Uranil([UO2]2+)-idrossidi e idrati", dove la curite forma il gruppo senza nome IV/H.07 insieme a fourmarierite, gauthierite, metavandendriesscheite, richetite, sayrite, shinkolobweite, spriggite e vandendriesscheite.
La 9ª edizione della sistematica minerale di Strunz, che è stata aggiornata l'ultima volta dall'Associazione Mineralogica Internazionale (IMA) nel 2024 classifica la curite nella classe "4.G Idrossidi di uranile". Tuttavia, questa è ulteriormente suddivisa in base alla possibile presenza di anioni aggiuntivi e alla struttura cristallina, in modo che il minerale possa essere trovato nella suddivisione "4.GB Con cationi aggiuntivi (K, Ca, Ba, Pb, etc.); con principalmente poliedri pentagonali UO2(O,OH)5", dove è l'unico membro del gruppo senza nome 4.GB.55.
Anche la classificazione dei minerali secondo Dana, utilizzata principalmente nel mondo anglosassone, classifica la curite nella classe degli "ossidi e idrossidi" e lì nella sottoclasse degli "ossidi contenenti uranio e torio". Qui è l'unico membro del gruppo senza nome 05.09.03 all'interno della sottodivisione "Ossidi contenenti uranio e torio con carica cationica di 6+, contenenti Pb o Bi e alcuni gruppi cristallini o idrossilati".

## Abito cristallino
La curite cristallizza nel sistema ortorombico nel gruppo spaziale Pnam (gruppo nº 62, posizione 6) con i parametri reticolari determinati in diverse misurazioni a partire dall'anno 2000 di circa a = 12,3143(7) Å, b = 12,9609(8) Å e c = 8,4053(5) Å oltre a due unità di formula per cella unitaria.
La struttura cristallina è costituita da strati di poliedri uranilici legati ai bordi e ai vertici, con il catione uranile che ha coordinazione sia pentagonale-bipiramidale che quadrato-bipiramidale (ottaedrico). Gli atomi di piombo collegano questi strati coordinando gli atomi di ossigeno uranilico.

## Proprietà
Il minerale è classificato come altamente radioattivo a causa del suo contenuto di uranio superiore al 63%. Tenendo conto delle proporzioni degli elementi radioattivi nella formula molecolare idealizzata e dei successivi decadimenti della serie di decadimento naturale, viene data un'attività specifica di circa 113,4 kBq/g per il minerale (per confronto, il potassio naturale possiede attività specifica pari a 0,0316 kBq/g, il radon-222 invece un'attività specifica di 5,691 · 1012 kBq/g). Il valore citato può variare in modo significativo a seconda del contenuto minerale e della composizione degli stadi, ed è anche possibile l'arricchimento selettivo o l'arricchimento dei prodotti di decadimento radioattivo che modificano l'attività.

## Caratteristiche chimico fisiche
- Pleocroismo: forte[4], visibile[1]:
  - X = b = giallo pallido[1]
  - Y = a = rosso-aranciato chiaro[1]
  - Z = c = rosso-aranciato scuro[1]
- Dispersione: {\displaystyle r<v} forte[1]
- Indici di rifrazione[4]:
  - α: 2,05-2,06
  - β: 2,07-2,11
  - γ: 2,12-2.15
- Radioattività[5]
  - GRapi: 4.367.146,75
  - Concentrazione di curite per unità di GRapi: 13102,35 barn/cc
  - La radioattività della curite, come definito nel 49 CFR 173.403, è più grande di 70 Bq/g
- Densità di elettroni: 5,86 gm/cc
- Indice di fermioni; 0,05[5]
- Indice di bosone: 0,95[5]
- Fotoelettricità: 2234,14 barn/elettroni[5]

## Origine e giacitura
La curite è un minerale secondario formatosi dall'erosione dell'uraninite geologicamente antica. Ciò è dovuto alla formazione di piombo a causa del decadimento radioattivo. La curite alla fine si forma nella zona di ossidazione dei depositi minerari o nelle fessure delle rocce sedimentarie. I minerali associati includono dewindtite, fourmarierite, kasolite, rutherfordine, schoepite, soddyite, sklodowskite, torbernite e vandendriesscheite.
Oltre alla sua località tipo, la "Miniera di Shinkolobwe" nella Repubblica Democratica del Congo, la curite è stata rilevata in circa 50 siti in tutto il mondo, tra cui quello vicino a "Dara-Um Swassi" nel deserto nord-orientale sul Mar Rosso in Egitto; nel Territorio del Nord in Australia; nel Baden-Württemberg, in Baviera, Renania-Palatinato e Sassonia (Germania); in Alvernia, Bretagna, Alsazia e nel Limosino in Francia.
In Italia la curite è stata rinvenuta a Valgoglio (Lombardia) e a Bocenago (in Trentino-Alto Adige).
Inoltre ritrovamenti di curite sono occorsi nei Territori del Nord-Ovest del Canada; vicino a Fianarantsoa in Madagascar; Aust-Agder e Telemark in Norvegia; nella regione russa della Carelia; nel Namaqualand in Sudafrica; in Boemia e Moravia nella Repubblica Ceca; nelle contee di Baranya e Heves in Ungheria, così negli Stati del Colorado, New Hampshire e Nuovo Messico (Stati Uniti).

## Forma in cui si presenta in natura
Si presenta in aggregati aciculari terminati da facce oblique alla piramide, o in piccole vene di esilissimi masse aciculari oppure in masse compatte o anche terrose.
La curite di solito si presenta sotto forma di aggregati minerali granulari o massicci o terrosi o rivestimenti crostosi. La curite sviluppa anche raramente cristalli trasparenti con un habitus da prismatico ad agonistico e lucentezza simile a un diamante sulle superfici. Il minerale è tipicamente da giallo a rosso-arancio e lascia sempre uno striscio arancione/marrone giallastro sulla mattonella di prova.